# Geodena semihyalina
Geodena semihyalina là một loài bướm đêm trong họ Geometridae.